# Torneo Apertura 2020 (Paraguay)
El Torneo Apertura 2020 (también llamado Copa de Primera - Tigo - Visión Banco, por motivos de patrocinio comercial), denominado «Dr. Emilio Insfrán Villalba», fue el centésimo vigésimo segundo campeonato oficial de Primera División de la Asociación Paraguaya de Fútbol (APF). Comenzó el 17 de enero y terminó el 4 de octubre. 
El viernes 13 de marzo, la Asociación Paraguaya de Fútbol decidió suspender todos los encuentros previstos desde la fecha 9 por la pandemia de COVID-19. La competencia se reanudó el 21 de julio, con dos partidos.
El Club Cerro Porteño se coronó campeón de manera anticipada, a falta de una fecha para la conclusión del certamen. Logró así su título número 33.° de Primera División. Desde la reanudación del Torneo Apertura ganó consecutivamente los primeros 11 partidos (equivalente a una rueda entera), marcando un récord en el fútbol paraguayo (mayor cantidad de partidos ganados al hilo en un torneo corto), manteniendo su invicto hasta la fecha 21.° donde se consagra campeón venciendo en su estadio al Club River Plate, por el marcador de 3 a 1.

## Sistema de competición
Como en temporadas anteriores, el modo de disputa es el mismo bajo el sistema de todos contra todos con partidos de ida y vuelta, unos como local y otros como visitante en dos rondas de once jornadas cada una. Es campeón el equipo que acumula la mayor cantidad de puntos al término de las 22 fechas.
En caso de igualdad de puntos entre dos contendientes se define el título en un partido extra. De existir más de dos en disputa se toman en cuenta los siguientes parámetros:
1. saldo de goles.
2. mayor cantidad de goles marcados.
3. mayor cantidad de goles marcados en condición de visitante.
4. sorteo.

## Equipos participantes
El campeonato lo disputan un total de doce equipos. El único que ha disputado todas las temporadas de esta categoría (también conocida como División de Honor) es Olimpia; de manera similar, Guaraní ha participado en todas menos una, pues pidió permiso en 1912 debido a una epidemia. Por su parte, los clubes Cerro Porteño y General Díaz nunca han descendido (hasta este torneo) desde sus ingresos en 1913 (el primero) y 2013 (el restante), respectivamente.

### Intercambios de Plazas
| Club                    | Ascendidos como                   |
| ----------------------- | --------------------------------- |
| Guaireña FC             | Campeón de División Intermedia    |
| 12 de Octubre (Itauguá) | Subcampeón de División Intermedia |

| Club              | Descendidos como                   |
| ----------------- | ---------------------------------- |
| Deportivo Capiatá | Penúltimo de la Tabla de Promedios |
| Deportivo Santaní | Último de la Tabla de Promedios    |

### Información de equipos
Listado de los equipos que disputarán el primer torneo de la temporada. El número de equipos participantes para esta temporada son de 12, de los cuales 10 equipos son administrados por Clubes o Entidades Deportivas y 2 equipos son administrados por una Sociedad de Responsabilidad Limitada.
| Equipo                                                                                                | Ciudad      | Estadio                      | Capacidad | Fundación                | Títulos | Subtítulos | Proovedor                                      | Auspiciante       | C. 2019 |
| --- | ----------- | ---------------------------- | --------- | ------------------------ | ------- | ---------- | ---------------------------------------------- | ----------------- | ------- |
| Olimpia                                                                                               | Asunción    | Manuel Ferreira              | 22 000    | 25 de julio de 1902      | 44      | 24         | Adidas                                         | Tigo              | 1°      |
| Libertad                                                                                              | Asunción    | Dr. Nicolás Leoz             | 10 100    | 30 de julio de 1905      | 20      | 21         | Saltarín Rojo (1° semestre) Puma (2° semestre) | Pulp              | 2°      |
| Cerro Porteño                                                                                         | Asunción    | General Pablo Rojas          | 45 000    | 1 de octubre de 1912     | 32      | 33         | Puma                                           | Tigo              | 3°      |
| Guaraní                                                                                               | Asunción    | Rogelio Silvino Livieres     | 8 380     | 12 de octubre de 1903    | 11      | 16         | Saltarín Rojo                                  | Tigo              | 4°      |
| Archivo:Escudo actual del Club Sol de América de Asunción - Villa Elisa - Paraguay.png Sol de América | Villa Elisa | Prof. Luis Alfonso Giagni    | 11 000    | 22 de marzo de 1909      | 2       | 12         | Kyrios                                         | Banco Continental | 5°      |
| Nacional                                                                                              | Asunción    | Arsenio Erico                | 4 434     | 5 de junio de 1904       | 9       | 10         | Kyrios                                         | Banco Continental | 6°      |
| General Díaz                                                                                          | Luque       | Gral. Adrián Jara            | 4 000     | 22 de septiembre de 1917 | —       | —          | Twenty                                         | Banco Continental | 7°      |
| River Plate                                                                                           | Asunción    | Jardines del Kelito          | 6 500     | 15 de enero de 1911      | —       | 3          | Kyrios                                         | Nissan            | 8°      |
| San Lorenzo                                                                                           | San Lorenzo | Gunther Vogel                | 5 000     | 17 de abril de 1930      | —       | —          | Kappa                                          | Ochsi             | 9°      |
| Sportivo Luqueño                                                                                      | Luque       | Feliciano Cáceres            | 26 974    | 1 de mayo de 1921        | 2       | 4          | Lotto                                          | Bristol           | 10°     |
| 12 de Octubre (Itauguá)                                                                               | Itauguá     | Luis Alberto Salinas Tanasio | 12 000    | 14 de agosto de 1914     | —       | 1          | Lotto                                          | Grupo Bahía       |         |
| Guaireña FC                                                                                           | Villarrica  | Parque del Guairá            | 12 000    | 28 de marzo de 2016      | —       | —          | Kyrios                                         | Coopeduc          |         |

### Localización
Escala asuncena
Escala departamental
Resaltan en anaranjado las ciudades que conforman el Gran Asunción.
Escala nacional
La mayoría de los clubes se concentra en la capital del país. En tanto que cinco se encuentran a corta distancia en ciudades del departamento Central. Por último, uno pertenece al departamento del Guairá. Se incluye al estadio Defensores del Chaco, propiedad de la Asociación Paraguaya de Fútbol, debido a su uso frecuente por equipos que optan oficiar ahí como locales.
- Nota: La sede social y administrativa del club Sol de América se halla en Barrio Obrero, Asunción, pero su campo de juego se ubica en Villa Elisa donde hace de local desde 1985.

| Distrito capital/Departamento | Cantidad | Equipos                                                                        |
| ----------------------------- | -------- | ------------------------------------------------------------------------------ |
| Asunción                      | 6        | Cerro Porteño / Olimpia / Guaraní / Libertad / Nacional / River Plate          |
| Departamento Central          | 5        | General Díaz / 12 de Octubre / Sol de América / San Lorenzo / Sportivo Luqueño |
| Departamento del Guairá       | 1        | Guaíreña FC                                                                    |

## Especificaciones reglamentarias
Jugadores de extranjeros
Los equipos tienen un límite máximo de hasta cinco jugadores extranjeros para alinear en el campo de juego.
Jugadores de categoría sub-19
Para este campeonato se eliminó la obligatoriedad de la alineación de un jugador categoría sub-19.
Acumulación de tarjetas
Un jugador al sumar su quinta amonestación deberá cumplir un partido de suspensión en la jornada siguiente.

## Cobertura televisiva
Los canales de cable Tigo Sports y Tigo Sports + emiten en directo por TV de los partidos del campeonato. Tiene la potestad de determinar los juegos a ser televisados, así como los días y horarios de los mismos, comunicando su decisión con antelación al Consejo de la División Profesional para el correspondiente anuncio de la programación de una o más jornadas. Además, semanalmente se presenta un resumen con lo mejor de cada fecha en los programas Telefútbol (por señal abierta) y Futboleros (por TV cable y satélite).
A partir del segundo semestre de 2018, dicho canal de deportes agregó una señal paralela denominada Tigo Sports + con el fin de cubrir más eventos, entre los cuales se encuentran partidos de este torneo Clausura los días sábados y lunes en vivo.

## Patrocinio
Artículo principal: Cheque de Campeones.
Los premios en efectivo fueron fijados en US$ 90 000 dólares para el campeón (cheques de 40 000 por parte de Tigo y 50 000 de Visión Banco). Por su parte, el subcampeón se acreditará 15 000 de la misma moneda (10 000 de Tigo y 5000 de Visión).
La compañía de telefonía celular, Tigo, y la institución bancaria, Visión Banco, son las encargadas de patrocinar todos los torneos realizados por la APF. El vínculo contractual con la primera se concretó a partir de 2008 con la celebración del Torneo Apertura del mismo año. En tanto que la relación con el otro auspiciador para respaldar cada campeonato comenzó a principios de 2010.

## Entrenadores
- Actualizado el 25 de septiembre de 2020.

| Equipo           | Entrenador/es           | Fechas                 |
| ---------------- | ----------------------- | ---------------------- |
| 12 de Octubre    | Daniel Farrar           | 1.ª a 6.ª              |
| 12 de Octubre    | Mario Jara              | 7.ª en adelante        |
| Cerro Porteño    | Francisco Arce          | 1.ª en adelante        |
| General Díaz     | Cristian Martínez       | 1.ª a 8.ª              |
| General Díaz     | Robert Pereira          | 9-.ª en adelante       |
| Guaireña         | Troadio Duarte          | 1.ª en adelante        |
| Guaraní          | Gustavo Costas          | 1.ª en adelante        |
| Libertad         | Ramón Díaz              | 1.ª a 20.ª             |
| Libertad         | Gustavo Morínigo        | 21.ª en adelante       |
| Sportivo Luqueño | Celso Ayala             | 1.ª a 7.ª              |
| Sportivo Luqueño | Hernán Rodrigo López    | 8.ª a 19.ª             |
| Sportivo Luqueño | Carlos Humberto Paredes | 20.ª en adelante       |
| Nacional         | Roberto Torres          | 1.ª a 19.ª             |
| Nacional         | Hernán Rodrigo López    | 20.ª en adelante       |
| Olimpia          | Daniel Garnero          | 1.ª en adelante        |
| River Plate      | Marcelo Philipp         | 1.ª a 7.ª              |
| River Plate      | Celso Ayala             | 8.ª en adelante        |
| San Lorenzo      | Sergio Orteman          | 1.ª a 10.ª             |
| San Lorenzo      | Cristian Martínez       | 11.ª a 1.9ª            |
| San Lorenzo      | Roberto Torres          | 20.ª en adelante       |
| Sol de América   | Pablo Escobar           | 1.ª a 3.ª              |
| Sol de América   | Luis Islas              | 4.ª a 8ª.y 10.ª        |
| Sol de América   | Sergio Orteman          | 9ª. y 11.ª en adelante |

## Clasificación
- Actualizado el 4 de octubre de 2020.

| Pos. | Equipo                  | Pts. | PJ | PG | PE | PP | GF | GC | DG  |
| ---- | ----------------------- | ---- | -- | -- | -- | -- | -- | -- | --- |
| 1    | Cerro Porteño           | 50   | 22 | 15 | 5  | 2  | 37 | 14 | +23 |
| 2    | Olimpia                 | 45   | 22 | 13 | 6  | 3  | 54 | 20 | +34 |
| 3    | Libertad                | 44   | 22 | 13 | 5  | 4  | 43 | 23 | +20 |
| 4    | Guaraní                 | 41   | 22 | 11 | 8  | 3  | 30 | 16 | +14 |
| 5    | River Plate             | 29   | 22 | 8  | 5  | 9  | 23 | 30 | −7  |
| 6    | Guaireña FC             | 27   | 22 | 6  | 9  | 7  | 30 | 29 | +1  |
| 7    | Nacional                | 25   | 22 | 6  | 7  | 9  | 22 | 22 | 0   |
| 8    | Sportivo Luqueño        | 25   | 22 | 6  | 7  | 9  | 22 | 32 | −10 |
| 9    | 12 de Octubre (Itauguá) | 21   | 22 | 5  | 6  | 11 | 23 | 39 | −16 |
| 10   | Sol de América          | 19   | 22 | 4  | 7  | 11 | 23 | 40 | −17 |
| 11   | San Lorenzo             | 16   | 22 | 2  | 10 | 10 | 19 | 37 | −18 |
| 12   | General Díaz            | 14   | 22 | 3  | 5  | 14 | 22 | 46 | −24 |

| (C) | Clasifica a la fase de grupos de la Copa Libertadores 2021. |

### Evolución de la clasificación
| Equipo \ Jornadas | 01 | 02 | 03 | 04 | 05 | 06 | 07 | 08 | 09 | 10 | 11 | 12 | 13 | 14 | 15 | 16 | 17 | 18 | 19 | 20 | 21 | 22 |
| ----------------- | -- | -- | -- | -- | -- | -- | -- | -- | -- | -- | -- | -- | -- | -- | -- | -- | -- | -- | -- | -- | -- | -- |
| Cerro Porteño     | 4  | 7  | 5  | 3  | 3  | 3  | 6  | 6  | 3  | 3  | 2  | 2  | 2  | 1  | 1  | 1  | 1  | 1  | 1  | 1  | 1  | 1  |
| Olimpia           | 5  | 3  | 2  | 5  | 4  | 2  | 2  | 2  | 2  | 2  | 1  | 1  | 1  | 2  | 2  | 2  | 3  | 3  | 3  | 2  | 2  | 2  |
| Libertad          | 3  | 2  | 1  | 1  | 1  | 1  | 1  | 1  | 1  | 1  | 3  | 4  | 4  | 3  | 3  | 3  | 2  | 2  | 2  | 3  | 3  | 3  |
| Guaraní           | 6  | 5  | 3  | 2  | 2  | 5  | 3  | 4  | 5  | 5  | 2  | 3  | 3  | 4  | 4  | 4  | 4  | 4  | 4  | 4  | 4  | 4  |
| River Plate       | 1  | 6  | 6  | 7  | 5  | 6  | 7  | 7  | 7  | 7  | 7  | 7  | 7  | 7  | 7  | 6  | 6  | 5  | 5  | 5  | 5  | 5  |
| Guaireña FC       | 11 | 8  | 8  | 6  | 6  | 7  | 5  | 5  | 5  | 4  | 5  | 5  | 6  | 6  | 6  | 7  | 7  | 7  | 7  | 6  | 6  | 6  |
| Nacional          | 2  | 1  | 4  | 4  | 7  | 4  | 4  | 3  | 4  | 6  | 6  | 6  | 5  | 5  | 5  | 5  | 5  | 6  | 6  | 7  | 7  | 7  |
| Sportivo Luqueño  | 8  | 10 | 10 | 9  | 10 | 10 | 10 | 11 | 9  | 9  | 10 | 10 | 10 | 9  | 8  | 8  | 8  | 8  | 8  | 8  | 8  | 8  |
| 12 de Octubre (I) | 12 | 12 | 12 | 12 | 12 | 12 | 12 | 10 | 12 | 12 | 9  | 9  | 8  | 8  | 10 | 10 | 10 | 10 | 10 | 9  | 9  | 9  |
| Sol de América    | 10 | 9  | 9  | 10 | 8  | 9  | 8  | 8  | 8  | 8  | 8  | 8  | 9  | 10 | 9  | 9  | 9  | 9  | 9  | 10 | 10 | 10 |
| San Lorenzo       | 7  | 4  | 7  | 8  | 9  | 8  | 9  | 9  | 9  | 11 | 12 | 12 | 12 | 12 | 12 | 12 | 12 | 12 | 12 | 11 | 11 | 11 |
| General Díaz      | 9  | 11 | 11 | 11 | 11 | 11 | 11 | 12 | 10 | 10 | 11 | 11 | 11 | 11 | 11 | 11 | 11 | 11 | 11 | 12 | 12 | 12 |

Fuente: Tigo Sports.

## Resultados
- Actualizado el 5 de octubre de 2020.

| Local\Visitante  | OLI | SOL | LIB | GUA | GDZ | GRÑ | NAC | 12O | RIV | SSL | CCP | SPL |
| ---------------- | --- | --- | --- | --- | --- | --- | --- | --- | --- | --- | --- | --- |
| Olimpia          |     | 4-0 | 2-1 | 1-2 | 2-1 | 1-1 | 4-0 | 4-0 | 1-1 | 4-2 | 1-1 | 7-0 |
| Sol de América   | 2-4 |     | 1-3 | 1-2 | 3-1 | 2-1 | 1-1 | 0-1 | 0-0 | 2-1 | 0-1 | 1-0 |
| Libertad         | 1-1 | 2-1 |     | 1-3 | 5-1 | 5-2 | 2-0 | 1-1 | 2-1 | 3-0 | 0-0 | 0-0 |
| Guaraní          | 0-3 | 1-1 | 1-1 |     | 0-0 | 0-0 | 1-0 | 2-2 | 3-0 | 0-0 | 1-0 | 3-0 |
| General Díaz     | 1-3 | 1-1 | 0-2 | 0-1 |     | 1-1 | 0-2 | 1-1 | 2-1 | 2-1 | 1-3 | 1-3 |
| Guaireña         | 0-1 | 2-0 | 3-2 | 1-1 | 2-1 |     | 0-0 | 3-3 | 2-0 | 4-0 | 1-2 | 0-1 |
| Nacional         | 1-0 | 2-2 | 1-2 | 1-2 | 3-0 | 3-0 |     | 0-0 | 1-2 | 2-0 | 0-0 | 1-2 |
| 12 de Octubre    | 0-3 | 3-1 | 0-3 | 1-3 | 3-3 | 0-2 | 0-2 |     | 0-1 | 1-0 | 1-4 | 3-2 |
| River Plate      | 0-4 | 3-0 | 1-2 | 1-0 | 3-2 | 2-1 | 1-1 | 0-2 |     | 4-2 | 0-2 | 0-0 |
| San Lorenzo      | 2-2 | 1-1 | 1-2 | 1-1 | 2-1 | 1-1 | 1-1 | 1-0 | 0-0 |     | 1-1 | 0-0 |
| Cerro Porteño    | 2-0 | 4-1 | 2-1 | 1-0 | 0-1 | 2-2 | 1-0 | 1-0 | 3-1 | 4-1 |     | 2-1 |
| Sportivo Luqueño | 2-2 | 2-2 | 1-2 | 0-3 | 4-1 | 1-1 | 1-0 | 2-1 | 0-1 | 0-0 | 0-1 |     |

|  |                    |
|  | Victoria local     |
|  | Empate             |
|  | Victoria visitante |

## Calendario

### Primera rueda
- Los horarios son correspondientes a la hora local (UTC-4) Asunción, Paraguay

| Fecha 1       | Fecha 1   | Fecha 1              | Fecha 1             | Fecha 1     | Fecha 1 |
| Local         | Resultado | Visitante            | Estadio             | Día         | Hora    |
| ------------- | --------- | -------------------- | ------------------- | ----------- | ------- |
| Guaraní       | 0 - 0     | Sportivo San Lorenzo | Rogelio Livieres    | 17 de enero | 18:00   |
| River Plate   | 3 - 0     | Sol de América       | Jardines del Kelito | 17 de enero | 20:15   |
| Nacional      | 3 - 0     | Guaireña FC          | Arsenio Erico       | 18 de enero | 18:00   |
| Cerro Porteño | 2 - 1     | Sportivo Luqueño     | General Pablo Rojas | 18 de enero | 20:15   |
| 12 de Octubre | 0 - 3     | Libertad             | Luis Salinas        | 19 de enero | 18:00   |
| Olimpia       | 2 - 1     | General Díaz         | Manuel Ferreira     | 19 de enero | 20:15   |

| Fecha 2              | Fecha 2   | Fecha 2          | Fecha 2             | Fecha 2     | Fecha 2 |
| Local                | Resultado | Visitante        | Estadio             | Día         | Hora    |
| -------------------- | --------- | ---------------- | ------------------- | ----------- | ------- |
| General Díaz         | 0 - 2     | Nacional         | Jardines del Kelito | 24 de enero | 18:00   |
| Sportivo San Lorenzo | 1 - 0     | 12 de Octubre    | Gunther Vogel       | 24 de enero | 20:15   |
| Guaireña FC          | 2 - 0     | River Plate      | Luis Salinas        | 25 de enero | 18:00   |
| Libertad             | 1 - 1     | Olimpia          | Dr. Nicolás Leoz    | 25 de enero | 20:15   |
| Sol de América       | 1 - 0     | Sportivo Luqueño | Luis Alfonso Giagni | 26 de enero | 18:00   |
| Guaraní              | 1 - 0     | Cerro Porteño    | Rogelio Livieres    | 26 de enero | 20:15   |

| Fecha 3          | Fecha 3   | Fecha 3              | Fecha 3             | Fecha 3      | Fecha 3 |
| Local            | Resultado | Visitante            | Estadio             | Día          | Hora    |
| ---------------- | --------- | -------------------- | ------------------- | ------------ | ------- |
| Sportivo Luqueño | 1 - 1     | Guaireña FC          | Gunther Vogel       | 31 de enero  | 18:00   |
| Cerro Porteño    | 4 - 1     | Sol de América       | General Pablo Rojas | 31 de enero  | 20:15   |
| 12 de Octubre    | 1 - 3     | Guaraní              | Luis Salinas        | 1 de febrero | 18:00   |
| Olimpia          | 4 - 2     | Sportivo San Lorenzo | Manuel Ferreira     | 1 de febrero | 20:15   |
| River Plate      | 3 - 2     | General Díaz         | Jardines del Kelito | 2 de febrero | 18:00   |
| Nacional         | 1 - 2     | Libertad             | Arsenio Erico       | 2 de febrero | 20:15   |

| Fecha 4              | Fecha 4   | Fecha 4          | Fecha 4           | Fecha 4       | Fecha 4 |
| Local                | Resultado | Visitante        | Estadio           | Día           | Hora    |
| -------------------- | --------- | ---------------- | ----------------- | ------------- | ------- |
| Guaireña FC          | 2 - 0     | Sol de América   | Parque del Guairá | 7 de febrero  | 18:00   |
| Libertad             | 2 - 1     | River Plate      | Dr. Nicolás Leoz  | 7 de febrero  | 20:15   |
| Sportivo San Lorenzo | 1 - 1     | Nacional         | Gunther Vogel     | 8 de febrero  | 18:00   |
| Guaraní              | 0 - 3     | Olimpia          | Rogelio Livieres  | 8 de febrero  | 20:15   |
| 12 de Octubre        | 1 - 4     | Cerro Porteño    | Luis Salinas      | 9 de febrero  | 19:00   |
| General Díaz         | 1 - 3     | Sportivo Luqueño | Gunther Vogel     | 10 de febrero | 18:30   |

| Fecha 5          | Fecha 5   | Fecha 5              | Fecha 5             | Fecha 5       | Fecha 5 |
| Local            | Resultado | Visitante            | Estadio             | Día           | Hora    |
| ---------------- | --------- | -------------------- | ------------------- | ------------- | ------- |
| Sportivo Luqueño | 1 - 2     | Libertad             | Luis Salinas        | 14 de febrero | 20:00   |
| Cerro Porteño    | 2 - 2     | Guaireña FC          | General Pablo Rojas | 15 de febrero | 19:15   |
| Nacional         | 1 - 2     | Guaraní              | Arsenio Erico       | 15 de febrero | 21:30   |
| Sol de América   | 3 - 1     | General Díaz         | Luis Alfonso Giagni | 16 de febrero | 18:00   |
| Olimpia          | 4 - 0     | 12 de Octubre        | Manuel Ferreira     | 16 de febrero | 20:15   |
| River Plate      | 4 - 2     | Sportivo San Lorenzo | Jardines del Kelito | 17 de febrero | 18:30   |

| Fecha 6              | Fecha 6   | Fecha 6          | Fecha 6          | Fecha 6       | Fecha 6 |
| Local                | Resultado | Visitante        | Estadio          | Día           | Hora    |
| -------------------- | --------- | ---------------- | ---------------- | ------------- | ------- |
| 12 de Octubre        | 0 - 2     | Nacional         | Luis Salinas     | 21 de febrero | 18:00   |
| Libertad             | 2 - 1     | Sol de América   | Dr. Nicolás Leoz | 21 de febrero | 20:15   |
| Olimpia              | 1 - 1     | Cerro Porteño    | Manuel Ferreira  | 23 de febrero | 17:45   |
| General Díaz         | 1 - 1     | Guaireña FC      | Adrián Jara      | 24 de febrero | 18:00   |
| Sportivo San Lorenzo | 0 - 0     | Sportivo Luqueño | Gunther Vogel    | 24 de febrero | 20:15   |
| Guaraní              | 3 - 0     | River Plate      | Rogelio Livieres | 5 de agosto   | 18:30   |

| Fecha 7          | Fecha 7   | Fecha 7              | Fecha 7             | Fecha 7       | Fecha 7 |
| Local            | Resultado | Visitante            | Estadio             | Día           | Hora    |
| ---------------- | --------- | -------------------- | ------------------- | ------------- | ------- |
| Guaireña FC      | 3 - 2     | Libertad             | Parque del Guairá   | 28 de febrero | 20:00   |
| River Plate      | 0 - 2     | 12 de Octubre        | Jardines del Kelito | 29 de febrero | 18:00   |
| Nacional         | 1 - 0     | Olimpia              | Arsenio Erico       | 29 de febrero | 20:15   |
| Cerro Porteño    | 0 - 1     | General Díaz         | General Pablo Rojas | 1 de marzo    | 18:00   |
| Sportivo Luqueño | 0 - 3     | Guaraní              | River Plate         | 1 de marzo    | 20:15   |
| Sol de América   | 2 - 1     | Sportivo San Lorenzo | Luis Alfonso Giagni | 2 de marzo    | 19:30   |

| Fecha 8              | Fecha 8   | Fecha 8          | Fecha 8          | Fecha 8    | Fecha 8 |
| Local                | Resultado | Visitante        | Estadio          | Día        | Hora    |
| -------------------- | --------- | ---------------- | ---------------- | ---------- | ------- |
| 12 de Octubre        | 3 - 2     | Sportivo Luqueño | Luis Salinas     | 6 de marzo | 18:00   |
| Nacional             | 0 - 0     | Cerro Porteño    | Arsenio Erico    | 6 de marzo | 20:15   |
| Libertad             | 5 - 1     | General Díaz     | Dr. Nicolás Leoz | 7 de marzo | 18:30   |
| Guaraní              | 1 - 1     | Sol de América   | Rogelio Livieres | 7 de marzo | 20:45   |
| Sportivo San Lorenzo | 1 - 1     | Guaireña FC      | Gunther Vogel    | 8 de marzo | 18:00   |
| Olimpia              | 1 - 1     | River Plate      | Manuel Ferreira  | 8 de marzo | 20:15   |

| Fecha 9          | Fecha 9   | Fecha 9              | Fecha 9             | Fecha 9     | Fecha 9 |
| Local            | Resultado | Visitante            | Estadio             | Día         | Hora    |
| ---------------- | --------- | -------------------- | ------------------- | ----------- | ------- |
| River Plate      | 1 - 1     | Nacional             | Jardines del Kelito | 21 de julio | 16:00   |
| Cerro Porteño    | 2 - 1     | Libertad             | General Pablo Rojas | 21 de julio | 18:30   |
| General Díaz     | 2 - 1     | Sportivo San Lorenzo | Adrián Jara         | 22 de julio | 16:00   |
| Sportivo Luqueño | 2 - 2     | Olimpia              | Feliciano Cáceres   | 22 de julio | 18:30   |
| Guaireña FC      | 1 - 1     | Guaraní              | Parque del Guairá   | 23 de julio | 18:00   |
| Sol de América   | 0 - 1     | 12 de Octubre        | Luis Alfonso Giagni | 5 de agosto | 16:00   |

| Fecha 10             | Fecha 10  | Fecha 10         | Fecha 10            | Fecha 10    | Fecha 10 |
| Local                | Resultado | Visitante        | Estadio             | Día         | Hora     |
| -------------------- | --------- | ---------------- | ------------------- | ----------- | -------- |
| Sportivo San Lorenzo | 1 - 2     | Libertad         | Gunther Vogel       | 25 de julio | 16:00    |
| River Plate          | 0 - 2     | Cerro Porteño    | Jardines del Kelito | 25 de julio | 18:30    |
| Nacional             | 1 - 2     | Sportivo Luqueño | Arsenio Erico       | 26 de julio | 16:00    |
| Olimpia              | 4 - 0     | Sol de América   | Manuel Ferreira     | 26 de julio | 18:30    |
| 12 de Octubre        | 0 - 2     | Guaireña FC      | Luis Salinas        | 27 de julio | 16:00    |
| Guaraní              | 0 - 0     | General Díaz     | Rogelio Livieres    | 27 de julio | 18:30    |

| Fecha 11         | Fecha 11  | Fecha 11             | Fecha 11            | Fecha 11    | Fecha 11 |
| Local            | Resultado | Visitante            | Estadio             | Día         | Hora     |
| ---------------- | --------- | -------------------- | ------------------- | ----------- | -------- |
| Sportivo Luqueño | 0 - 1     | River Plate          | Feliciano Cáceres   | 31 de julio | 16:00    |
| General Díaz     | 1 - 1     | 12 de Octubre        | Adrián Jara         | 31 de julio | 18:30    |
| Sol de América   | 1 - 1     | Nacional             | Luis Alfonso Giagni | 1 de agosto | 16:00    |
| Libertad         | 1 - 3     | Guaraní              | Dr. Nicolás Leoz    | 1 de agosto | 18:30    |
| Cerro Porteño    | 4 - 1     | Sportivo San Lorenzo | General Pablo Rojas | 2 de agosto | 16:00    |
| Guaireña FC      | 0 - 1     | Olimpia              | Parque del Guairá   | 2 de agosto | 18:30    |

### Segunda rueda
| Fecha 12             | Fecha 12  | Fecha 12      | Fecha 12            | Fecha 12    | Fecha 12 |
| Local                | Resultado | Visitante     | Estadio             | Día         | Hora     |
| -------------------- | --------- | ------------- | ------------------- | ----------- | -------- |
| Guaireña FC          | 0 - 0     | Nacional      | Parque del Guairá   | 7 de agosto | 16:00    |
| Sportivo Luqueño     | 0 - 1     | Cerro Porteño | Feliciano Cáceres   | 7 de agosto | 18:30    |
| General Díaz         | 1 - 3     | Olimpia       | Adrián Jara         | 8 de agosto | 16:00    |
| Libertad             | 1 - 1     | 12 de Octubre | Dr. Nicolás Leoz    | 8 de agosto | 18:30    |
| Sol de América       | 0 - 0     | River Plate   | Luis Alfonso Giagni | 9 de agosto | 16:00    |
| Sportivo San Lorenzo | 1 - 1     | Guaraní       | Gunther Vogel       | 9 de agosto | 18:30    |

| Fecha 13         | Fecha 13  | Fecha 13             | Fecha 13            | Fecha 13     | Fecha 13 |
| Local            | Resultado | Visitante            | Estadio             | Día          | Hora     |
| ---------------- | --------- | -------------------- | ------------------- | ------------ | -------- |
| Nacional         | 3 - 0     | General Díaz         | Arsenio Erico       | 11 de agosto | 18:00    |
| River Plate      | 2 - 1     | Guaireña FC          | Jardines del Kelito | 12 de agosto | 16:00    |
| 12 de Octubre    | 1 - 0     | Sportivo San Lorenzo | Luis Salinas        | 13 de agosto | 09:30    |
| Cerro Porteño    | 1 - 0     | Guaraní              | General Pablo Rojas | 13 de agosto | 16:00    |
| Olimpia          | 2 - 1     | Libertad             | Manuel Ferreira     | 13 de agosto | 18:30    |
| Sportivo Luqueño | 2 - 2     | Sol de América       | Feliciano Cáceres   | 14 de agosto | 18:00    |

| Fecha 14             | Fecha 14  | Fecha 14         | Fecha 14            | Fecha 14     | Fecha 14 |
| Local                | Resultado | Visitante        | Estadio             | Día          | Hora     |
| -------------------- | --------- | ---------------- | ------------------- | ------------ | -------- |
| General Díaz         | 2 - 1     | River Plate      | Adrián Jara         | 16 de agosto | 16:00    |
| Guaraní              | 2 - 2     | 12 de Octubre    | Rogelio Livieres    | 16 de agosto | 18:30    |
| Sportivo San Lorenzo | 2 - 2     | Olimpia          | Gunther Vogel       | 17 de agosto | 16:00    |
| Libertad             | 2 - 0     | Nacional         | Dr. Nicolás Leoz    | 17 de agosto | 18:30    |
| Guaireña FC          | 0 - 1     | Sportivo Luqueño | Parque del Guairá   | 18 de agosto | 16:00    |
| Sol de América       | 0 - 1     | Cerro Porteño    | Luis Alfonso Giagni | 18 de agosto | 18:30    |

| Fecha 15         | Fecha 15  | Fecha 15             | Fecha 15            | Fecha 15     | Fecha 15 |
| Local            | Resultado | Visitante            | Estadio             | Día          | Hora     |
| ---------------- | --------- | -------------------- | ------------------- | ------------ | -------- |
| Nacional         | 2 - 0     | Sportivo San Lorenzo | Arsenio Erico       | 21 de agosto | 15:00    |
| Olimpia          | 1 - 2     | Guaraní              | Manuel Ferreira     | 21 de agosto | 17:15    |
| Cerro Porteño    | 1 - 0     | 12 de Octubre        | General Pablo Rojas | 22 de agosto | 16:30    |
| River Plate      | 1 - 2     | Libertad             | Jardines del Kelito | 22 de agosto | 19:00    |
| Sportivo Luqueño | 4 - 1     | General Díaz         | Feliciano Cáceres   | 23 de agosto | 16:30    |
| Sol de América   | 2 - 1     | Guaireña FC          | Luis Alfonso Giagni | 23 de agosto | 19:00    |

| Fecha 16             | Fecha 16  | Fecha 16         | Fecha 16          | Fecha 16     | Fecha 16 |
| Local                | Resultado | Visitante        | Estadio           | Día          | Hora     |
| -------------------- | --------- | ---------------- | ----------------- | ------------ | -------- |
| Guaraní              | 1 - 0     | Nacional         | Rogelio Livieres  | 25 de agosto | 16:30    |
| Sportivo San Lorenzo | 0 - 0     | River Plate      | Gunther Vogel     | 25 de agosto | 19:00    |
| Guaireña FC          | 1 - 2     | Cerro Porteño    | Parque del Guairá | 26 de agosto | 17:00    |
| 12 de Octubre        | 0 - 3     | Olimpia          | Luis Salinas      | 26 de agosto | 19:30    |
| General Díaz         | 1 - 1     | Sol de América   | Adrián Jara       | 27 de agosto | 16:30    |
| Libertad             | 0 - 0     | Sportivo Luqueño | Dr. Nicolás Leoz  | 27 de agosto | 19:00    |

| Fecha 17         | Fecha 17  | Fecha 17             | Fecha 17            | Fecha 17        | Fecha 17 |
| Local            | Resultado | Visitante            | Estadio             | Día             | Hora     |
| ---------------- | --------- | -------------------- | ------------------- | --------------- | -------- |
| River Plate      | 1 - 0     | Guaraní              | Jardines del Kelito | 29 de agosto    | 16:30    |
| Nacional         | 0 - 0     | 12 de Octubre        | Arsenio Erico       | 29 de agosto    | 19:00    |
| Cerro Porteño    | 2 - 0     | Olimpia              | General Pablo Rojas | 30 de agosto    | 17:30    |
| Sportivo Luqueño | 0 - 0     | Sportivo San Lorenzo | Feliciano Cáceres   | 31 de agosto    | 16:30    |
| Sol de América   | 1 - 3     | Libertad             | Luis Alfonso Giagni | 31 de agosto    | 19:00    |
| Guaireña FC      | 2 - 1     | General Díaz         | Parque del Guairá   | 1 de septiembre | 17:00    |

| Fecha 18             | Fecha 18  | Fecha 18         | Fecha 18             | Fecha 18        | Fecha 18 |
| Local                | Resultado | Visitante        | Estadio              | Día             | Hora     |
| -------------------- | --------- | ---------------- | -------------------- | --------------- | -------- |
| 12 de Octubre        | 0 - 1     | River Plate      | Luis Salinas         | 4 de septiembre | 17:00    |
| Guaraní              | 3 - 0     | Sportivo Luqueño | Defensores del Chaco | 4 de septiembre | 19:30    |
| Libertad             | 5 - 2     | Guaireña FC      | Dr. Nicolás Leoz     | 5 de septiembre | 17:30    |
| Olimpia              | 4 - 0     | Nacional         | Manuel Ferreira      | 5 de septiembre | 20:00    |
| Sportivo San Lorenzo | 1 - 1     | Sol de América   | Gunther Vogel        | 6 de septiembre | 17:00    |
| General Díaz         | 1 - 3     | Cerro Porteño    | Adrián Jara          | 6 de septiembre | 19:30    |

| Fecha 19         | Fecha 19  | Fecha 19             | Fecha 19            | Fecha 19         | Fecha 19 |
| Local            | Resultado | Visitante            | Estadio             | Día              | Hora     |
| ---------------- | --------- | -------------------- | ------------------- | ---------------- | -------- |
| Sportivo Luqueño | 2 - 1     | 12 de Octubre        | Feliciano Cáceres   | 11 de septiembre | 17:00    |
| River Plate      | 0 - 4     | Olimpia              | Jardines del Kelito | 11 de septiembre | 19:30    |
| Sol de América   | 1 - 2     | Guaraní              | Luis Alfonso Giagni | 12 de septiembre | 17:30    |
| General Díaz     | 0 - 2     | Libertad             | Adrián Jara         | 12 de septiembre | 20:00    |
| Guaireña FC      | 4 - 0     | Sportivo San Lorenzo | Parque del Guairá   | 13 de septiembre | 17:00    |
| Cerro Porteño    | 1 - 0     | Nacional             | General Pablo Rojas | 15 de septiembre | 18:30    |

| Fecha 20             | Fecha 20  | Fecha 20         | Fecha 20         | Fecha 20         | Fecha 20 |
| Local                | Resultado | Visitante        | Estadio          | Día              | Hora     |
| -------------------- | --------- | ---------------- | ---------------- | ---------------- | -------- |
| 12 de Octubre        | 3 - 1     | Sol de América   | Luis Salinas     | 18 de septiembre | 19:00    |
| Sportivo San Lorenzo | 2 - 1     | General Díaz     | Gunther Vogel    | 19 de septiembre | 17:00    |
| Olimpia              | 7 - 0     | Sportivo Luqueño | Manuel Ferreira  | 19 de septiembre | 19:30    |
| Guaraní              | 0 - 0     | Guaireña FC      | Rogelio Livieres | 20 de septiembre | 17:00    |
| Libertad             | 0 - 0     | Cerro Porteño    | Dr. Nicolás Leoz | 20 de septiembre | 19:30    |
| Nacional             | 1 - 2     | River Plate      | Arsenio Erico    | 21 de septiembre | 19:00    |

| Fecha 21          | Fecha 21  | Fecha 21             | Fecha 21            | Fecha 21         | Fecha 21 |
| Local             | Resultado | Visitante            | Estadio             | Día              | Hora     |
| ----------------- | --------- | -------------------- | ------------------- | ---------------- | -------- |
| Guaireña FC       | 3 - 3     | 12 de Octubre        | Parque del Guairá   | 25 de septiembre | 18:00    |
| Sol de América    | 2 - 4     | Olimpia              | Luis Alfonso Giagni | 26 de septiembre | 19:30    |
| Libertad          | 3 - 0     | Sportivo San Lorenzo | Dr. Nicolás Leoz    | 26 de septiembre | 19:30    |
| Cerro Porteño (C) | 3 - 1     | River Plate          | General Pablo Rojas | 26 de septiembre | 19:30    |
| Sportivo Luqueño  | 1 - 0     | Nacional             | Feliciano Cáceres   | 27 de septiembre | 17:00    |
| General Díaz      | 0 - 1     | Guaraní              | Adrián Jara         | 27 de septiembre | 19:30    |

| Fecha 22             | Fecha 22  | Fecha 22         | Fecha 22            | Fecha 22     | Fecha 22 |
| Local                | Resultado | Visitante        | Estadio             | Día          | Hora     |
| -------------------- | --------- | ---------------- | ------------------- | ------------ | -------- |
| Nacional             | 2 - 2     | Sol de América   | Arsenio Erico       | 2 de octubre | 17:00    |
| Sportivo San Lorenzo | 1 - 1     | Cerro Porteño    | Gunther Vogel       | 2 de octubre | 19:30    |
| River Plate          | 0 - 0     | Sportivo Luqueño | Jardines del Kelito | 3 de octubre | 17:00    |
| 12 de Octubre        | 3 - 3     | General Díaz     | Luis Salinas        | 3 de octubre | 19:30    |
| Olimpia              | 1 - 1     | Guaireña FC      | Manuel Ferreira     | 4 de octubre | 17:30    |
| Guaraní              | 1 - 1     | Libertad         | Rogelio Livieres    | 4 de octubre | 19:45    |

## Campeón
|                           |
| Cerro Porteño 33.° título |

## Descenso de categoría

### Puntaje promedio
El promedio de puntos de un equipo consiste en el cociente que se obtiene de la división de su puntaje acumulado en los torneos disputados en las últimas tres temporadas entre la cantidad de partidos que haya jugado durante ese período. Con base en dicho cálculo se determina cuáles son los equipos que descienden a Segunda División. En caso de igualdad en el puntaje para definir qué equipo va al descenso, se resuelve en un partido extra.
- Actualizado el 5 de octubre de 2020.

| Pos. | Equipo                  | 2018 | 2019 | 2020 | Total | PJ  | Prom. | Descenso                                      |
| ---- | ----------------------- | ---- | ---- | ---- | ----- | --- | ----- | --------------------------------------------- |
| 1    | Olimpia                 | 102  | 108  | 45   | 255   | 110 | 2,318 |                                               |
| 2    | Cerro Porteño           | 82   | 80   | 50   | 212   | 110 | 1,927 |                                               |
| 3    | Libertad                | 76   | 85   | 44   | 205   | 110 | 1,863 |                                               |
| 4    | Guaraní                 | 48   | 69   | 41   | 158   | 110 | 1,436 |                                               |
| 5    | Nacional                | 65   | 52   | 25   | 142   | 110 | 1,290 |                                               |
| 6    | Sol de América          | 63   | 57   | 19   | 139   | 110 | 1,263 |                                               |
| 7    | Guaireña FC             | -    | -    | 27   | 27    | 22  | 1,227 |                                               |
| 8    | River Plate             | -    | 52   | 29   | 81    | 66  | 1,227 |                                               |
| 9    | Sportivo Luqueño        | 46   | 52   | 25   | 123   | 110 | 1,118 |                                               |
| 10   | San Lorenzo             | -    | 49   | 16   | 65    | 66  | 0,984 |                                               |
| 11   | 12 de Octubre (Itauguá) | -    | -    | 21   | 21    | 22  | 0,954 | En zona de descenso a la División Intermedia. |
| 12   | General Díaz            | 46   | 41   | 14   | 101   | 110 | 0,918 | En zona de descenso a la División Intermedia. |